# Marquesado de Soto Hermoso
El marquesado de Soto Hermoso es un título nobiliario español creado el 23 de julio de 1727 por el rey Felipe V de España a favor de Juan Bautista de Echeverría y Zuloaga, oidor de la Real Audiencia de Lima, en el Virreinato de Perú y caballero de la Orden de Santiago.

## Marqueses de Soto Hermoso
|                                                        | Titular                                                | Periodo                                                |
| Creación por Carlos II                                 | Creación por Carlos II                                 | Creación por Carlos II                                 |
| Marquesa de Melgar de Fermental (antigua denominación) | Marquesa de Melgar de Fermental (antigua denominación) | Marquesa de Melgar de Fermental (antigua denominación) |
| ------------------------------------------------------ | ------------------------------------------------------ | ------------------------------------------------------ |
| I                                                      | María Luisa Álvarez de Toledo y Carreto                | 1676-1707                                              |
| Creación por Felipe V                                  |                                                        |                                                        |
| Marqueses de Soto Hermoso (actual denominación)        |                                                        |                                                        |
| I                                                      | Juan Bautista de Echeverría y Zuloaga                  | 1727                                                   |
| II                                                     | Agustín de Echevarría y Aroche                         | 1727-1737                                              |
| III                                                    | Francisco de Echevarría Zuloaga y Aroche               | 1737-1741                                              |
| IV                                                     | Francisca de Torquemada y Echevarría                   |                                                        |
| Rehabilitación por Alfonso XIII                        |                                                        |                                                        |
| V                                                      | Ramón de Carranza y Gómez-Pablos Aramburu              | 1923-1988                                              |
| VI                                                     | Ramón de Carranza y Vilallonga                         | 1989-2011                                              |
| VII                                                    | Xenia María Quiroga y Burgos                           | 2017-actual                                            |

## Historia
Esta denominación actual proviene del 23 de julio de 1727, cuando el rey Felipe V de España cambió la denominación original de marquesado de Melgar de Fernamental con que Carlos II de España había creado el título, el 28 de julio de 1676 a favor de María Luisa Álvarez de Toledo y Carreto para premiar los servicios de su padre, Antonio Sebastián de Toledo, quien casó con Leonor Carreto, marqueses de Mancera. casada con José María de Silva Mendoza, señor de Melgar de Fernamental.
La denominación primitiva hacía referencia a la localidad de Melgar de Fernamental, en la provincia de Burgos, de donde era señora María Luisa Álvarez de Toledo Carreto.

## Marqueses de Melgar de Fernamental

Escudo de Melgar de Fernamental

- María Luisa Álvarez de Toledo y Carreto (m. 1707), I marquesa de Melgar de Fernamental (denominación original). Era hija de Antonio Sebastián de Toledo Molina y Salazar, II marqués de Mancera, y de su esposa Leonor María Carreto.

Se casó con José María de Silva Mendoza, hijo de los duques de Pastrana y del Infantado, señor de Melgar de Fernamental, con quien tuvo a Manuel José de Silva y Toledo (1679-1701), IX conde de Galve, casado con Teresa de Toledo y Osorio de Córdoba; Petronila y Josefa. María Luisa enviudó y sobrevivió a sus tres hijos. En 1706 profesó en el convento de Nuestra Señora de la Salutación en Madrid, más conocido como convento de Constantinopla, con el nombre de Sor María Luisa de la Santísima Trinidad.

## Marqueses de Soto Hermoso (Echeverría, 1727)
- Juan Bautista de Echeverría y Zuloaga (Lima, 23 de junio de 1683-16 de noviembre de 1726),  I marqués de Soto Hermoso[3] (nueva denominación). Oidor de la Real Audiencia de Lima y caballero de la Orden de Santiago (1710), era hijo del capitán Martín de Echeverría y Zuloaga y de su esposa Elena de Aroche y España.[3] Le sucedió su hermano:

- Agustín de Echevarría y Aroche (m. 1737), II marqués de Soto Hermoso,[3] alcalde de  Lima (1732), escribano mayor del cabildo de Lima y corregidor y justicia mayor de Tarma.[3] Soltero, le sucedió su hermano:

- Francisco Javier de Echevarría Zuloaga y Aroche (m. 1741), III marqués de Soto Hermoso,[3] escribano mayor del cabildo de Lima y corregidor y justicia mayor de Quispicanchis.[3]

Casado con Gabriela de Mollinedo y Céspedes, hija de Manuel de Mollinedo y Azaña. Sin descendencia, le sucedió su sobrina:
- Francisca de Torquemada y Echevarría, IV marquesa de Soto Hermoso, hija de Manuel Ortiz de Torquemada y Josefa de Echevarría Zuloaga, hermana de los anteriores.

Casada con Francisco de Talavera y Araujo, corregidor de Jauja. Con amplia sucesión, entre los que se encuentran los políticos peruanos Carlos y Pedro Pedemonte y Talavera, Ismael de la Quintana, Carlos María Elías, entre otros.

## Marqueses de Soto Hermoso (Carranza, 1923)
El título fue rehabilitado en 1923 por:
- Ramón de Carranza y Gómez-Pablos Aramburu (1898-14 de septiembre de 1988), V marqués de Soto Hermoso,[4][5] X marqués de la Villa de Pesadilla.

Se casó con María Antonia de Vilallonga y de Cárcer, II condesa de Montagut Alto. Le sucedió, en este título, en 1989, su hijo:
- Ramón de Carranza y Vilallonga, VI marqués de Soto Hermoso.[6] Le sucede una pariente del primer marqués.

## Marqueses de Soto Hermoso (Echeverría, 2017)
- Xenia María Quiroga y Burgos, VII marquesa de Soto Hermoso.[7]